# Юрьев (Орловская область)
Ю́рьев — посёлок в Новосильском районе Орловской области. Входит в состав  Хворостянского  сельского поселения.

## География
Расположен на равнинном месте среди полей, лесов и исчезнувших поселений: до исчезнувших посёлков Горка и деревни Новосергеевка 2 км, до деревни Фироновка — 4 км, до ближайшего «живого» посёлка Новолипецы — 2 км, до деревни Подъяковлево 3 км.

## История
Посёлок образовался в послереволюционное советское время. Основными переселенцами были жители деревни (бывшее село) Подъяковлево. Происхождение названия посёлка точно не установлено. Название может происходить от имени или фамилии первого переселенца, или от престольного праздника (Юрьева дня) места переселенцев, или от Юрьева дня — дня в России, когда крестьяне имели право на переход от одного помещика к другому, то есть смена места жительства (новая жизнь на новой земле). В 1928 году в посёлке насчитывалось 19 крестьянских дворов и 115 жителей. В посёлке имелся колодец и общественная конюшня. В 1954 году выкопали пруд (ныне сохранившийся, в летнее время пересыхающий). Позже построили кирпичную животноводческую ферму и провели водопровод.

## Население
| 1928 | 2000 | 2010 |
| ---- | ---- | ---- |
| 115  | 3    | 0    |

## Примечание
1. ↑  Посёлок Юрьев на карте РККА
2. 1 2  Всероссийская перепись населения 2010 года. 7. Численность населения городских округов, муниципальных районов, городских и сельских поселен
3. 1 2  Козелков Андрей. Посёлок Юрьев // Из истории деревень // Новосильские вести : газета. — 2024. — 26 января (№ 4). — С. 5.
4. ↑  Саран А. Ю. Орловские деревни. Реконструкция исторического состава. 1566—2014 гг.. — Орёл: ФГБОУ ВО  Орловский ГАУ, 2015. — Т. 4. — С. 512. — 540 с.